# Iran na Letnich Igrzyskach Olimpijskich Młodzieży 2010
Iran na Letnich Igrzyskach Olimpijskich Młodzieży 2010 w Singapurze reprezentowało 52 sportowców w 13 dyscyplinach.

## Skład kadry

### Boks
- Bijan Khojasteh - kategoria 81 kg - 6 miejsce

### Judo
- Farshid Ghasemi - kategoria 66 kg - 7 miejsce
- Shayan Nassirpour - kategoria 100 kg - 7 miejsce

### Kajakarstwo
- Ali Agha-Mirzaei
  - slalom - 11 miejsce
  - sprint - 9 miejsce

### Koszykówka
- Mohammad Ojaghi
- Sajjad Mashayekhi
- Amir Seddighi
- Arman Zangeneh

### Lekkoatletyka
- Mohammad Reza Vazifehdoust - skok wzwyż - 11 miejsce

### Łucznictwo
- Yasaman Shirian
  - indywidualnie - 17 miejsce
  - w parze z  Ibrahim Sabry - 17 miejsce

### Piłka nożna
Drużyna dziewcząt: 4 miejsce
- Mahdieh Amighi
- Fatemeh Khalaji
- Kosar Kamali
- Nastaran Moradloo
- Sarshin Kamangar
- Yasaman Pakjoo
- Mogharrab Zadhossein-Ali
- Shahin Aflaki
- Fatemeh Adeli
- Fatemeh Ardestani
- Behnaz Taherkhani
- Maryam Nami
- Fatemeh Shirafkannejad
- Soghra Farmani
- Zahra Koravand
- Ainaz Fallah
- Azita Malmoli
- Hanieh Mirzaei

### Pływanie
- Ahmad Reza Jalali
  - 50 m st. dowolnym - 23 miejsce w półfinale
  - 100 m st. motylkowym - 26 miejsce w kwalifikacjach
  - 200 m st. zmiennym - 23 miejsce w kwalifikacjach
- Homayoun Haghighi
  - 100 m st. motylkowym - 27 miejsce w kwalifikacjach
  - 200 m st. motylkowym - 19 miejsce w kwalifikacjach

### Podnoszenie ciężarów
- Mohsen Ghazalian - kategoria 69 kg - 7 miejsce w finale
- Alireza Kazeminejad - kategoria +85 kg  złoty medal

### Siatkówka
Drużyna chłopców: 5 miejsce
- Alireza Nasr Esfahani
- Ata Zeraatgar
- Shahab Ahmadi
- Ramin Khani
- Faramarz Zarif
- Ali Nodouzpour
- Kamal Ghoreishi
- Ali Daneshpour
- Mououd Aghapour
- Javad Hosseinabadi
- Meisam Faridi
- Babak Amiri

### Strzelectwo
- Sepehr Saffari - pistolet pneumatyczny - 12 miejsce w kwalifikacjach
- Yasaman Heidari - pistolet pneumatyczny - 16 miejsce w kwalifikacjach

### Taekwondo
- Mohammad Soleimani - kategoria do 48 kg  srebrny medal
- Kaveh Rezaei - kategoria do 55 kg  złoty medal
- Maryam Shirjahani - kategoria do 44 kg - 9 miejsce

### Zapasy
- Mehran Sheikhi - styl dowolny  srebrny medal
- Mehrdad Khamseh - styl greko-romański - 5 miejsce
- Yousef Ghaderian - styl greko-romański  brązowy medal